# يوم سمورة
يوم سمورة هي إحدى المعارك التي دارت في إسبانيا في إطار الصراع المستمر بين المسلمين في الأندلس والممالك المسيحية في شمال شبه الجزيرة الأيبيرية، والتي وقعت في مدينة سمورة بإسبانيا بين قوات مملكة أستورياس بقيادة ألفونسو الثالث ملك أستورياس، وقوات من المسلمين بقيادة أحمد بن معاوية (المعروف بابن القط)، وانتهت بانتصار القوات الأستورياسية بعد حصار قوات المسلمين للمدينة في رجب 288 هـ/يوليو 901م، لأربعة أيام انتهت بانتصار المسيحيين، ومقتل قائد المسلمين ابن القط.